# Экбольсайм
Экбольса́йм (фр. Eckbolsheim [ɛkbɔlsaɪm) — коммуна на северо-востоке Франции в регионе Гранд-Эст (бывший Эльзас — Шампань — Арденны — Лотарингия), департамент Нижний Рейн, округ Страсбур, кантон Энайм. До марта 2015 года коммуна административно входила в состав упразднённого кантона Мюндольсайм (округ Страсбур-Кампань).
Площадь коммуны — 5,34 км², население — 6347 человек (2006) с тенденцией к росту: 6725 человек (2013), плотность населения — 1259,4 чел/км².

## Население
Население коммуны в 2011 году составляло 6514 человек, в 2012 году — 6619 человек, а в 2013-м — 6725 человек.
| 1962 | 1968 | 1975 | 1982 | 1990 | 1999 | 2006 | 2008 | 2011 | 2012 | 2013 |
| ---- | ---- | ---- | ---- | ---- | ---- | ---- | ---- | ---- | ---- | ---- |
| 4234 | 4288 | 4154 | 4104 | 5253 | 5937 | 6347 | 6458 | 6514 | 6619 | 6725 |

Динамика населения:

## Экономика
В 2010 году из 4379 человек трудоспособного возраста (от 15 до 64 лет) 3331 были экономически активными, 1048 — неактивными (показатель активности 76,1 %, в 1999 году — 75,7 %). Из 3331 активных трудоспособных жителей работали 3117 человек (1574 мужчины и 1543 женщины), 214 числились безработными (98 мужчин и 116 женщин). Среди 1048 трудоспособных неактивных граждан 422 были учениками либо студентами, 387 — пенсионерами, а ещё 239 — были неактивны в силу других причин.

## Достопримечательности (фотогалерея)

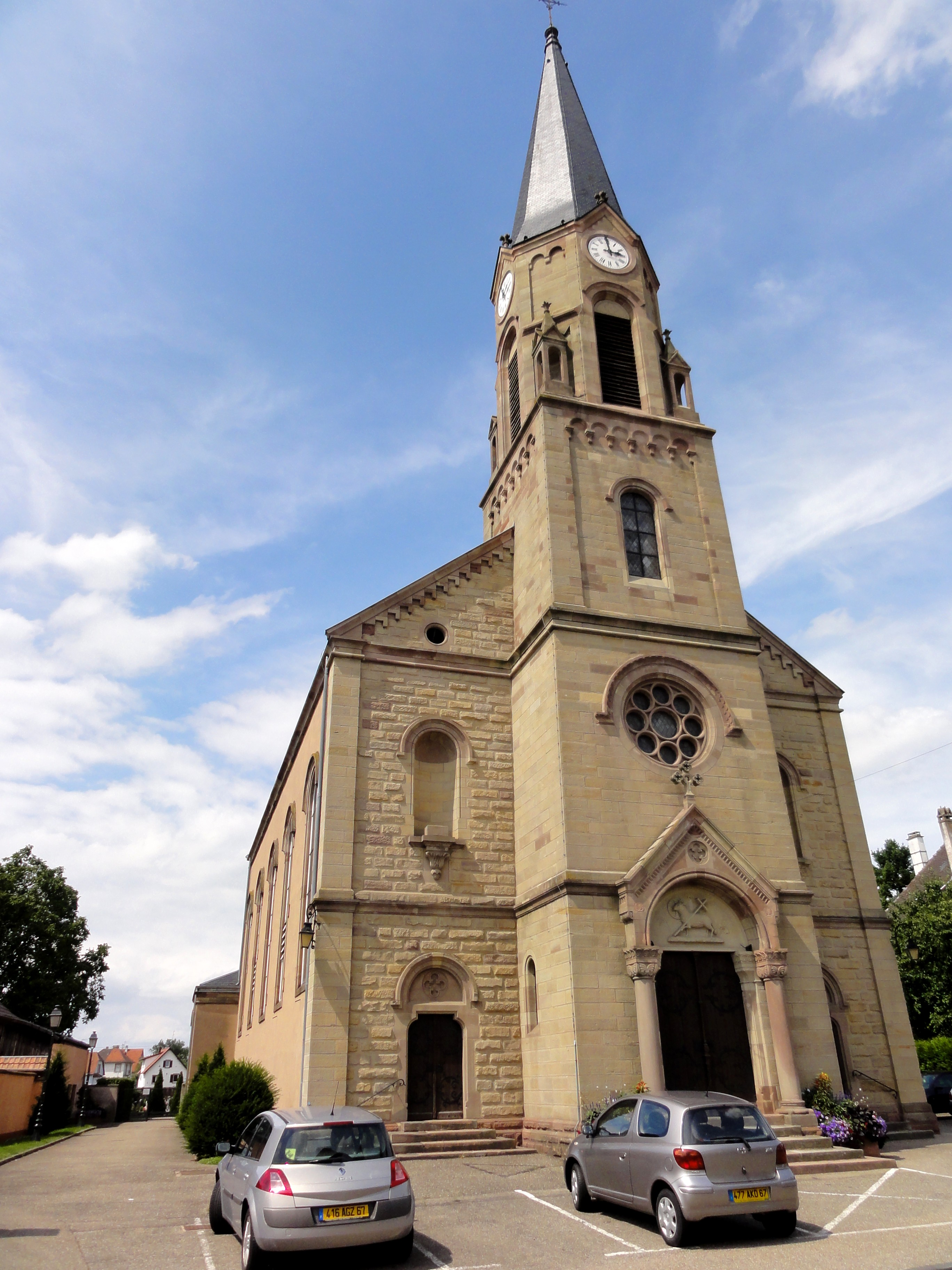
Католическая церковь (1886)
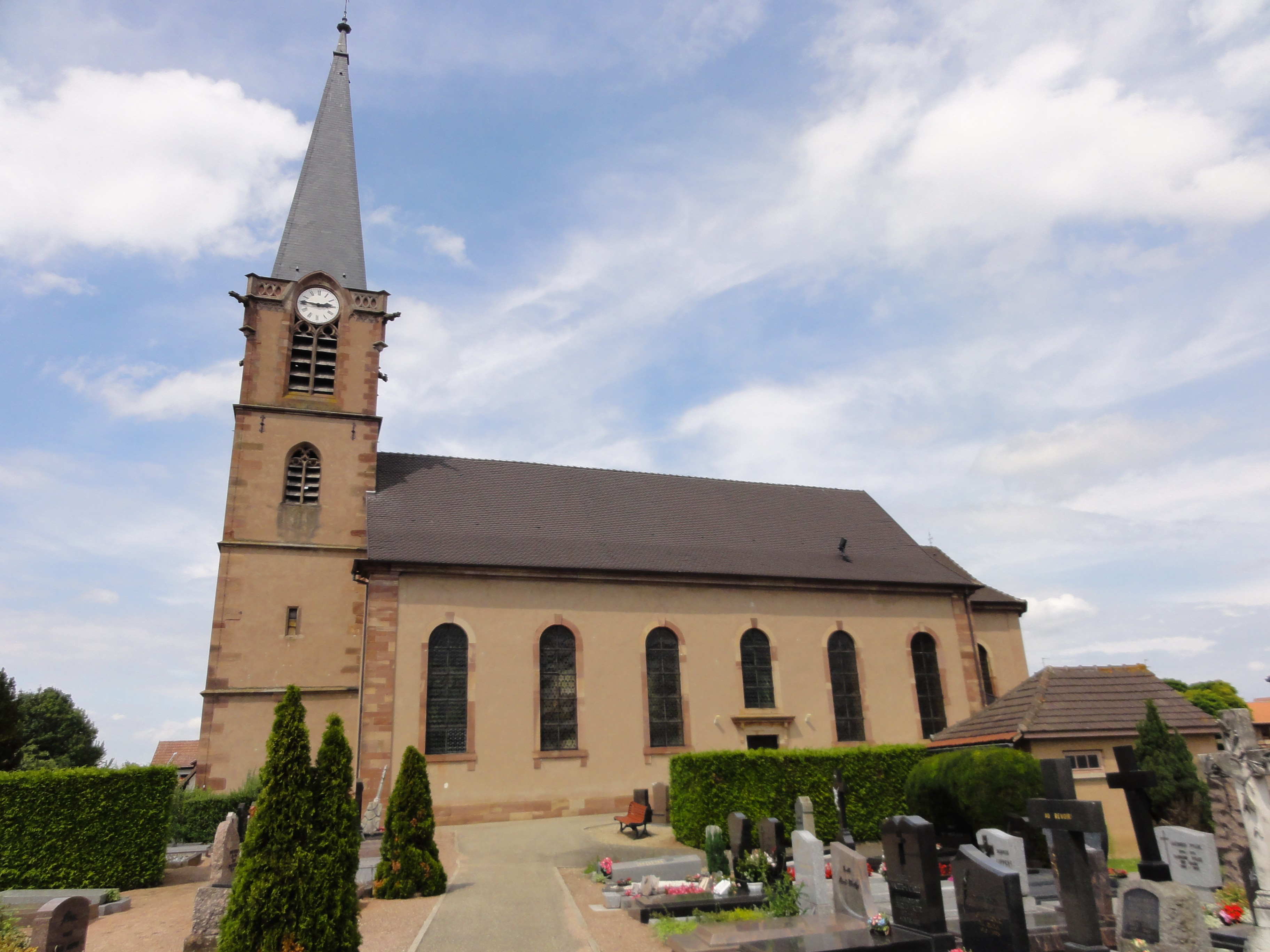
Протестантская церковь
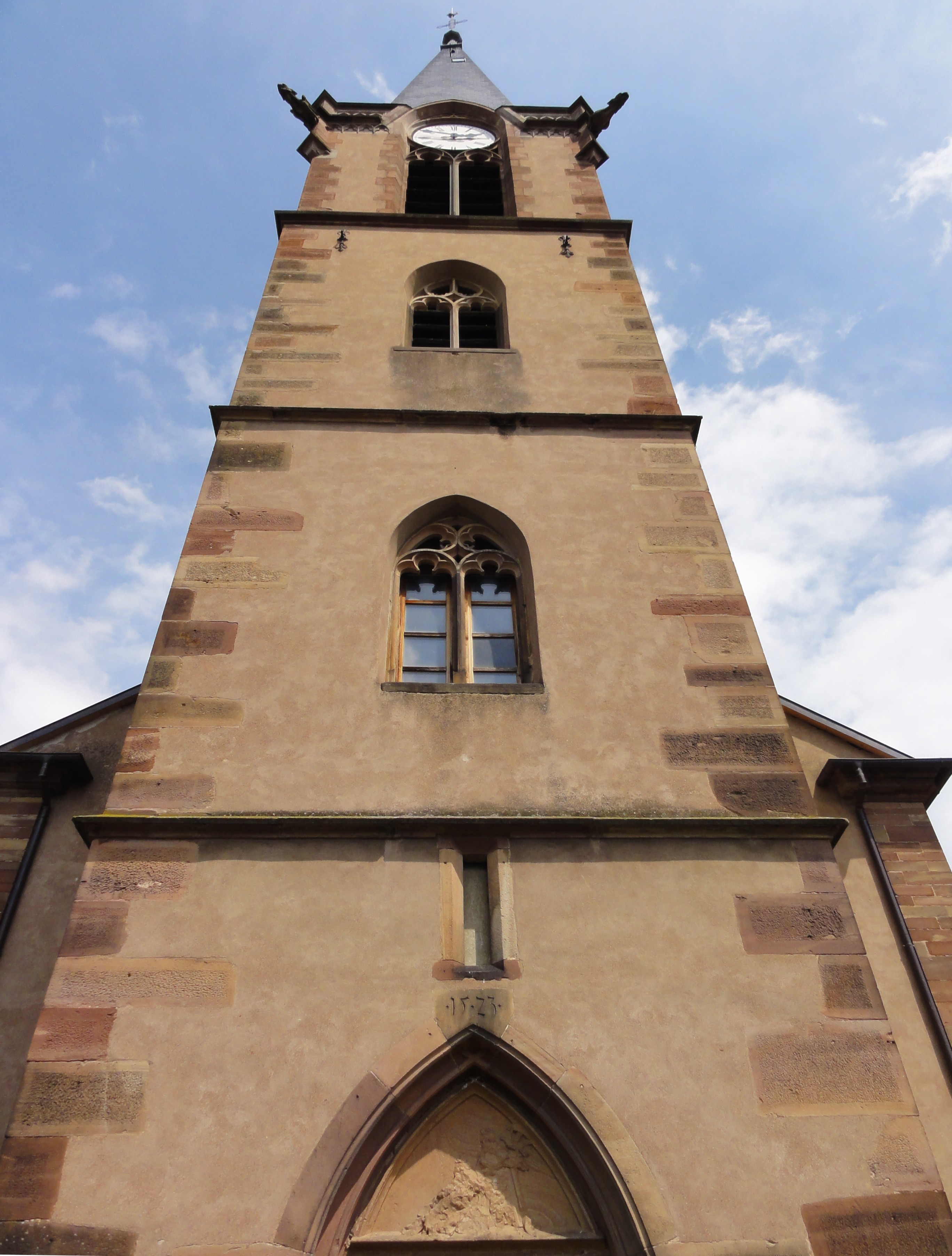
Колокольня
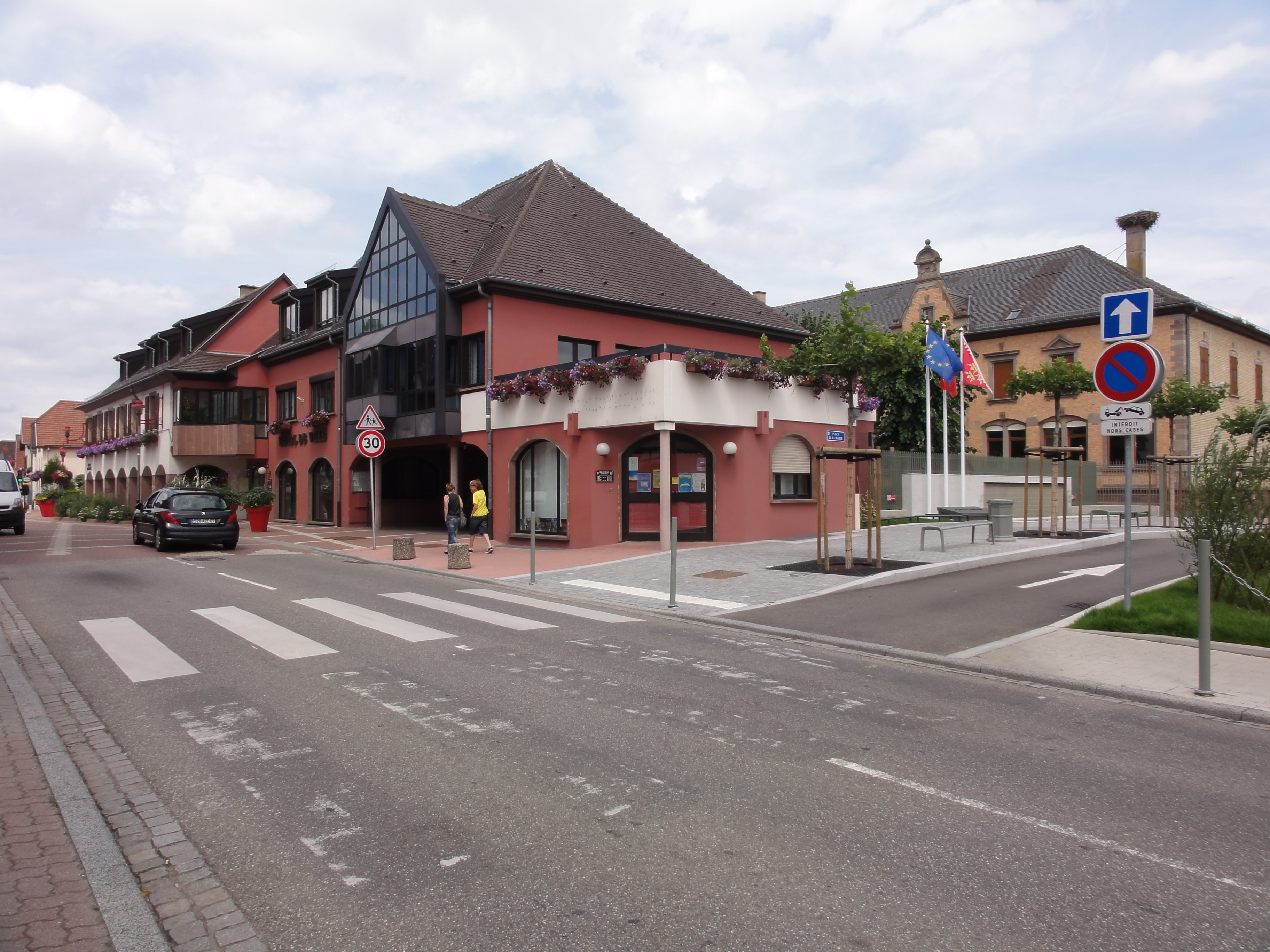
Здание мэрии